# Сейнт Джайлс
„Сейнт Джайлс“ или „Свети Егидий“ (на английски: St Giles' Cathedral) е съборна катедрална сграда в Единбург.
Принадлежи на шотландската презвитерианска църква. Около 900 години храмът е бил религиозен център на Единбург и в днешно време е център на презвитерианството.
Намира се в самия център на града и е отправна точка на много туристически маршрути.